# Bofors-Skandal
Der Bofors-Skandal war ein großer Korruptionsskandal, der die indische und in geringerem Maße auch die schwedische Innenpolitik ab 1987 beschäftigte. 
In der Amtszeit von Premierminister Rajiv Gandhi, dem Sohn der früheren indischen Ministerpräsidentin Indira Gandhi, plante das indische Verteidigungsministerium 1986 den Kauf von 410 155-mm-Feldhaubitzen vom Typ Haubits FH-77B des schwedischen Rüstungsherstellers Bofors AB im Wert von insgesamt 1,4 Milliarden US-Dollar.
Mit einer Radiosendung in Schweden kam der Skandal am 16. April 1987 ins Rollen. Berichten der schwedischen Tageszeitung Dagens Nyheter zufolge soll Bofors dabei 40 Millionen US-Dollar als „Kickback-Provisionen“ (Schmiergelder) über Schweizer Bankkonten an indische Persönlichkeiten gezahlt haben, um seinen französischen Wettbewerber zu übertreffen.

## Auswirkungen und Nachspiel
Der Skandal übertraf alle vorangegangenen indischen Korruptionsskandale bei weitem und führte 1989 unmittelbar zur Wahlniederlage der regierenden Indischen Kongress-Partei, in der die Familie Nehru/Gandhi seit der indischen Unabhängigkeit die Geschicke des Landes dominierte. Nachdem Rajiv Gandhi aus der Regierung ausgeschieden war, wurde sein persönlicher Schutz reduziert. Am 21. Mai 1991 wurde er ermordet.
1993 übermittelten die Schweizer Behörden das Ergebnis ihrer Untersuchungen bei Schweizer Banken an die indische Regierung. Am 5. Februar 2004 sprach der Delhi High Court Rajiv Gandhi post mortem von jeder Beteiligung am Skandal frei.
Der Skandal ist mit dem Namen des italienischen Repräsentanten des Ingenieur- und Baukonzerns Snamprogetti aus Mailand, Ottavio Quattrocchi, verbunden, der mit der Familie Gandhi befreundet war. Rajiv Gandhis Witwe Sonia ist gebürtige Italienerin. Am 29. Juli 1993 verließ Quattrocchi Indien, um sich in Malaysia niederzulassen. Das Gericht in Delhi wollte ihn bezüglich des Bofors-Skandals befragen. Deshalb setzte ihn Indien auf die Fahndungsliste von Interpol und forderte von Malaysia seine Auslieferung. Quattrocchi wurde beschuldigt, seine Nähe zu Regierungsmitgliedern einschließlich Premierminister Rajiv Gandhi genutzt zu haben, um ein Rüstungsgeschäft mit Flugabwehrgeschützen zugunsten von Bofors eingefädelt zu haben.
Am 31. Mai 2005 ließ das Oberste Indische Gericht alle zuvor erhobenen Anschuldigungen gegen die aus Indien stammenden Brüder Shrichand, Gopichand und Prakash Hinduja mit britischem Pass fallen. Der britische High Court ordnete die Freigabe der Konten von Quattrocchi bei zwei britischen Banken wegen Mangels an Beweisen für eine Verbindung dieser Konten mit den Bofors-Schmiergeldzahlungen an. Die Konten im Wert von drei Millionen Euro bzw. einer Million US-Dollar waren auf Anordnung des High Court seit 2003 eingefroren gewesen. Das Oberste Indische Gericht forderte die Indische Regierung am 16. Januar 2006 auf, sicherzustellen, dass Quattrocchi sein Geld nicht von den beiden britischen Konten abziehen könne. Aber das in Indien für Korruptionsermittlungen und Wirtschaftskriminalität zuständige Central Bureau of Investigation (CBI) musste am 23. Januar einräumen, dass bereits 210 Millionen Rupien von den Konten abgehoben worden waren.
Der Bofors-Skandal hatte weitreichende politische Konsequenzen. Der bei Amtsantritt sehr populäre Premierminister Rajiv Gandhi verlor in der indischen Öffentlichkeit rapide an Ansehen. Zu einem Hauptkritiker in der eigenen Partei wurde der ehemalige Finanzminister Vishwanath Pratap Singh, der schließlich aus der Kongresspartei ausschied und zusammen mit anderen Oppositionsgruppen eine neue Partei, die Janata Dal gründete. Die Kongresspartei erlitt bei der Parlamentswahl 1989 schwere Verluste. Rajiv Gandhi verlor sein Amt als Premierminister und V. P. Singh wurde sein Nachfolger.